# Перевантаження по струму
Перевантаження по струму — це ситуація, коли через провідник проходить електричний струм, який перевищує запланований, що призводить до надмірного виділення тепла та ризику пожежі або пошкодження обладнання. Можливі причини перевищення струму включають коротке замикання, надмірне навантаження, неправильну конструкцію, дугове замикання або замикання на землю. Запобіжники, автоматичні вимикачі та обмежувачі струму зазвичай використовуються механізмами захисту від перевантаження для контролю ризиків. Автоматичні вимикачі, реле та запобіжники захищають електропроводку від пошкоджень, викликаних перевантаженням по струму.

## Перевантаження по струму в електричній мережі
Спроможність електричних генераторів до перевантаження по струму є важливою для роботи енергосистеми. Відсутність здатності до надточного струму (низький коефіцієнт короткого замикання) слабкої мережі створює безліч проблем, зокрема:
- перехідні процеси під час великих змін навантаження призведуть до великих коливань напруги мережі, викликаючи проблеми з навантаженнями (наприклад, деякі двигуни можуть не запускатися в умовах зниженої напруги);
- пристрої захисту мережі спроектовані таким чином, щоб спрацьовувати при достатньому рівні надструму. У слабкій системі струм короткого замикання може бути важко відрізнити від нормального перехідного перевантаження по струму, що виникає під час змін навантаження;
- під час операції холодного старту(інші мови) після збою може знадобитися великий пусковий струм(інші мови) для живлення компонентів системи. Наприклад, якщо деякі навантаження в слабкій системі залишаються підключеними, і інверторне джерело(інші мови) може не запуститися.

## Пов'язані стандарти
- IEC 60364-4-43(інші мови): Electrical installations of buildings — Part 4-43: Protection for safety — Protection against overcurrent